# 久保田競
久保田 競（くぼた きそう、1932年6月19日 - 2024年6月29日）は、日本の大脳生理学者、医学博士（東京大学、1964年）、京都大学名誉教授。

## 人物
大阪市出身で、川島隆太や澤口俊之らを指導した。幼児教育者の久保田カヨ子は配偶者、久保田宣伝研究所創業者の久保田孝は父。2011年に瑞宝中綬章を受章する。

## 略歴
- 1957年 東京大学医学部卒業
- 1964年 東京大学大学院生物系研究科第一基礎医学専門課程（神経生理学）修了
- 1964年 東京大学医学部脳研究施設講師、「脳波の紡錘群発とガンマ運動細胞の抑圧効果について」で東京大学より医学博士。
- 1967年 京都大学霊長類研究所助教授（神経生理研究部門[2]）
- 1973年 京都大学霊長類研究所教授
- 1996年 京都大学定年退官、同名誉教授。日本福祉大学情報社会科学部教授
- 2004年 日本福祉大学大学院 情報・経営開発研究科教授
- 2009年 国際医学技術専門学校副校長
- 2024年6月29日 他界[3]。正四位[4]。

- 京都大学霊長類研究所所長
  - 1982年1月から1984年1月まで 第7代
  - 1990年1月から1996年1月まで 第9代

## 学術業績
- 1974年 前頭前野の働きにより「ワーキングメモリ」が保持されるメカニズムを解明する。
- 1977年 運動前野が運動調節中枢であることを発見し、側頭極が図形認知や記憶にかかわる高次視覚中枢であることを解明する。

## 著書
- 『脳の発達と子どものからだ』築地書館 1981 みんなの保育大学
- 『ランニングと脳 走る大脳生理学者』朝倉書店 1981
- 『手と脳 脳の働きを高める手』紀伊国屋書店 1982 叢書・脳を考える
- 『頭をよくするランニング 走る大脳生理学者がすすめる』講談社1983オレンジバックス
- 『脳をそだてる』長新太絵 ほるぷ出版 1983 科学者からの手紙
- 『脳力を手で伸ばす 大人も子供も脳のパワー・アップ』紀伊国屋書店 1983 のちPHP文庫
- 『脳と健康 熟年をどう生きるか』築地書館 1984
- 『スポーツと脳のはたらき』築地書館 1985
- 『手のしくみと脳の発達』朱鷺書房 1985
- 『心のしくみと脳の発達』朱鷺書房 1986
- 『赤ちゃんの能力と意欲を育てる24カ月』主婦の友社 1987 イラスト・赤ちゃんとママシリーズ
- 『40代からの脳と体のバランス健康法』築地書館 1994
- 『脳を探検する』講談社 1998
- 『0～2才能力と意欲を伸ばす育児法』主婦の友社 2000 赤ちゃんの情緒と好奇心を育てるシリーズ イラスト版
- 『禁煙で天才脳をつくる!』ベストセラーズ 2003
- 『ランニングで頭がよくなる』ベストセラーズ 2003
- 『能力と意欲を伸ばす積極育児法 脳の発達期0～2才』主婦の友社 2004
- 『バカはなおせる 脳を鍛える習慣、悪くする習慣』アスキー 2006 のち角川文庫
- 『赤ちゃんの脳を育む本 0～2歳発達別カリキュラムつき』主婦の友社 2007
- 『図解脳を良くする小さな習慣 最高権威が語る!』アスキー 2007
- 『衰えない脳は14日でつくれる』大和書房 2008
- 『脳ボケはno! 脳を悦ばせて生涯現役』2008 主婦の友パワフルbooks
- 『2～3才からの脳を育む本』主婦の友社 2009
- 『天才脳をつくる0歳教育 今日からはじめる久保田メソッド 決定版!』大和書房 2009
- 『あなたの脳が9割変わる!超「朝活」法 脳科学の最高権威がはじめて明かす "短時間睡眠本"や"朝活本"にだまされるな!』ダイヤモンド社 2010
- 『天才脳を育てる1歳教育 まだ間に合う久保田メソッド 決定版!』大和書房 2010
- 『天才脳を伸ばす2歳教育 イヤイヤ期のための久保田メソッド 決定版!』大和書房 2010
- 『もっとバカはなおせる 最新脳科学で頭が良くなる、才能が目覚める、長生き健康になる!』アスキー・メディアワークス 2010
- 『子どもの脳を育む!よい習慣』PHP研究所 2011
- 『天才脳を鍛える3・4・5歳教育 就学前にやるべき「久保田式学習法」 決定版!』大和書房 2011
- 『頭のいい人はよく歩く! 40歳からでも遅くない!脳が若返る生活』ブックマン社 2012
- 『脳活習慣 100歳まで楽しく生きる』海竜社 2012

## 共編著
- 『睡眠』平井富雄,古閑永之助共編 医学書院 1971
- 『感覚をきたえる幼児教育 大脳生理学者と子育て名人の新・育児法』久保田カヨ子共著 リヨン社 1984
- 『脳をはぐくむ 新・子育て学』久保田カヨ子共著 NGS 1985
- 『久保田夫妻の3歳児脳力教育 母と子で楽しくできる』久保田カヨ子共著 リヨン社 1988
- 『脳 可塑性と記憶と物質』編 朝倉書店 1988
- 『新生理科学大系 第11　行動の生理学』小野武年共編 医学書院 1989
- 『セレンディップ ツキを呼ぶ脳力 ニュートンのリンゴは君の前にも落ちる!』夏村波夫共著 主婦の友社 1990
- 『左右差の起源と脳』編 朝倉書店 1991
- 『新しい赤ちゃん教育 手と指を使って脳を育くむ久保田メソッド』久保田カヨ子共著 リヨン社 1992
- 『脳力開発術 あなたを変える! ゲームで遊ぶ脳科学』編著 PHP研究所 1993
- 『発達と脳のメカニズム』編 ミネルヴァ書房 1994
- 『脳の謎を解く』編 朝日文庫 1995
- 『ことばの障害と脳のはたらき』編 ミネルヴァ書房 2000 ことばと心の発達
- 『すぐれた脳に育てる 手と指の実践トレーニング33』久保田カヨ子共著 BL出版 2002
- 『絶対脳力を120%ひきだす大人のドリル』中村一樹共著 主婦の友社 2004
- 『脳から見たリハビリ治療 脳卒中の麻痺を治す新しいリハビリの考え方』宮井一郎共編著 講談社ブルーバックス 2005
- 『3歳までの天才革命 久保田メソード』久保田カヨ子共著 産心社 2006
- 『絶対脳力を120%ひきだす大人の図形パズル』 スカイネットコーポレーション共著 主婦の友社 2006
- 『育脳家族 家族みんなで頭が良くなる本』久保田カヨ子共著 NTT出版 2010
- 『脳科学おばあちゃん久保田カヨ子先生の誕生から歩くまで0～1才脳を育むふれあい育児』久保田カヨ子共著 2010 主婦の友生活シリーズ
- 『仕事に効く、脳を鍛える、スロージョギング』田中宏暁共著 2011 角川SSC新書

## 翻訳
- 生物学雑誌編集者協議会形式と文体に関する委員会編『医学・生物学論文のまとめ方のコツ』中村嘉男共訳 協同医書出版社 1965
- 生物学雑誌編集者評議会「論文作成マニュアル」委員会編著『生命科学論文まとめ方のコツ 著者,編集者,出版者のために』中村嘉男共訳 協同医書出版社 1980
- ノーマン・D.クック『ブレイン・コード 左右半球間の情報処理』共訳 紀伊国屋書店 1988
- スーザン・カーチス『ことばを知らなかった少女ジーニー 精神言語学研究の記録』藤永安生共訳 築地書館 1992